# Algériai férfi kézilabda-válogatott
Az algériai férfi kézilabda-válogatott Algéria nemzeti csapata, melyet az Algériai Kézilabda-szövetség (arabul الاتحادية الجزائرية لكرة اليد, magyar átírásban Ittihádijja ezs-Zsazáiríja li-Kurat el-Jadd, franciául Fédération Algérienne de handball) irányít.

## Eredmények nemzetközi tornákon
Az algériai férfi kézilabda-válogatott az afrikai kontinens egyik legerősebb és legeredményesebb csapata. Hatszor nyerték meg az afrikai nemzetek-bajnokságát. Az olimpiai játékokon eddig négy alkalommal vettek részt és legjobb helyezésük: 10. hely.
A világbajnokságra több ízben is kvalifikálták magukat. A 2001-es vb-n szerzett 13. helyezésük az eddigi legjobb eredményük ebben a versenysorozatban.

## Eredmények
Világbajnokság
- 1974 - 15. hely
- 1982 - 16. hely
- 1986 - 16. hely
- 1990 - 16. hely
- 1995 - 16. hely
- 1997 - 17. hely
- 1999 - 15. hely
- 2001 - 13. hely
- 2003 - 18. hely
- 2005 - 17. hely
- 2009 - 19. hely
- 2011 - 15. hely
- 2013 - 17. hely
- 2015 - 24. hely
- 2017 - Nem jutott ki
- 2019 - Nem jutott ki
- 2021 - 22. hely
- 2023 - 31. hely
- 2025 - 30. hely

Afrika-bajnokság
- 1976 - 2. hely
- 1979 - 3. hely
- 1981 - Győztes
- 1983 - Győztes
- 1985 - Győztes
- 1987 - Győztes
- 1989 - Győztes
- 1991 - 2. hely
- 1992 - 3. hely
- 1994 - 2. hely
- 1996 - Győztes
- 1998 - 2. hely
- 2000 - 2. hely
- 2002 - 2. hely
- 2004 - 4. hely
- 2006 - Csoportkör
- 2008 - 3. hely
- 2010 - 3. hely
- 2012 - 2. hely
- 2014 - Győztes
- 2016 - 4. hely
- 2018 - 6. hely
- 2020 - 3. hely
- 2022 - 5. hely
- 2024 - 2. hely

Nyári olimpiai játékok
- 1980 — 10. hely
- 1984 — 12. hely
- 1988 — 10. hely
- 1996 — 10. hely